# 10582 Harumi
10582 Harumi è un asteroide della fascia principale. Scoperto nel 1995, presenta un'orbita caratterizzata da un semiasse maggiore pari a 3,1013911 UA e da un'eccentricità di 0,1766356, inclinata di 12,17577° rispetto all'eclittica.